# 原派
原派是江户时代日本绘画的一个派别，创始人为原在中。原在中初师事圆山应举及石田幽汀，继而学习京都社寺所藏的明代绘画，学习其写生画法，研究装饰画，并融汇了古狩野派及土佐派的技法，从而自成一家，创立了精细而具有说明性的画体。其后代沿袭其画风称为“原派"，其子原在正及原在明继承并发展了该画派。该画派著名成员还有原在照（原在明之女婿）、原在泉、梅戸在親（原名原在親，原在中子）等。该派画师为寺社绘制了大量画作，京都御所中亦有诸多该派的画作。

## 画廊

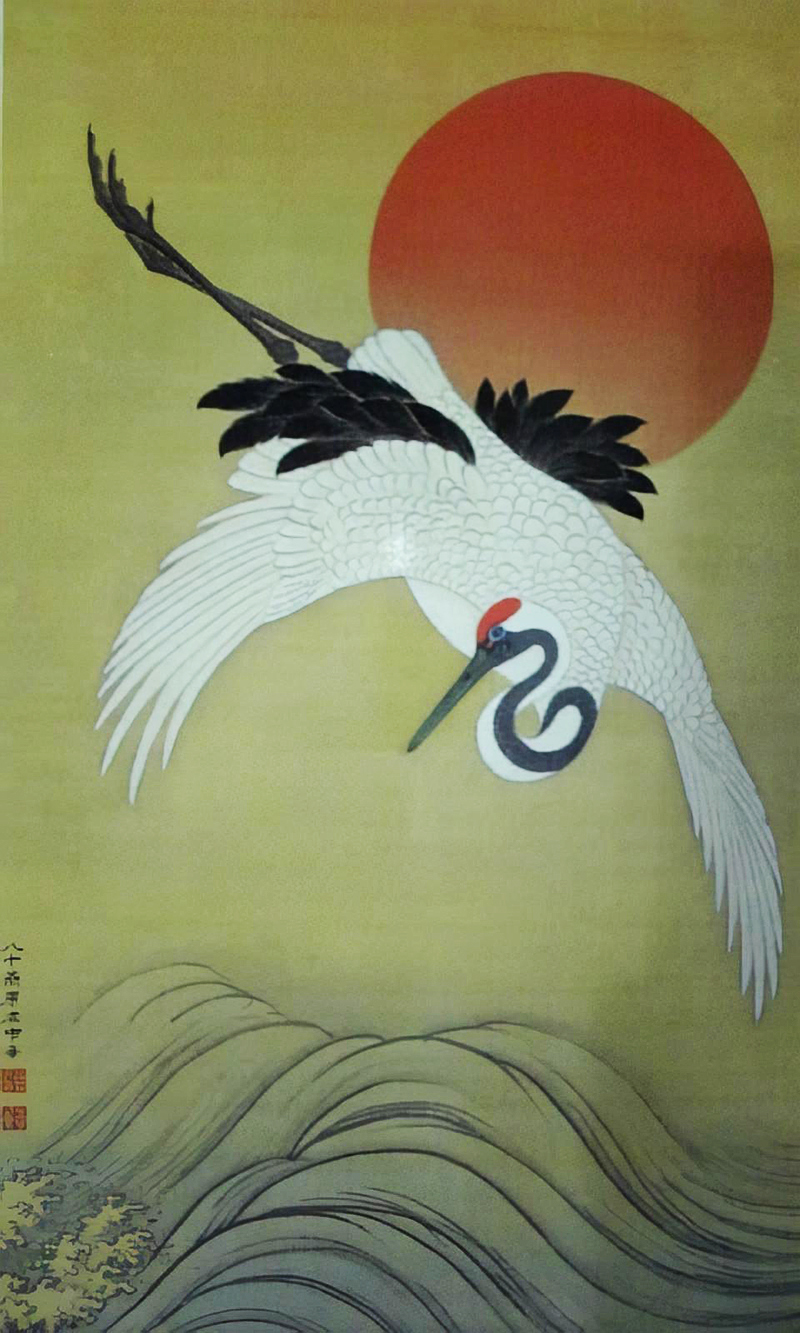
原在中《一品當朝图》，约1829年，藏新大谷美术馆（日语：ニューオータニ美術館）
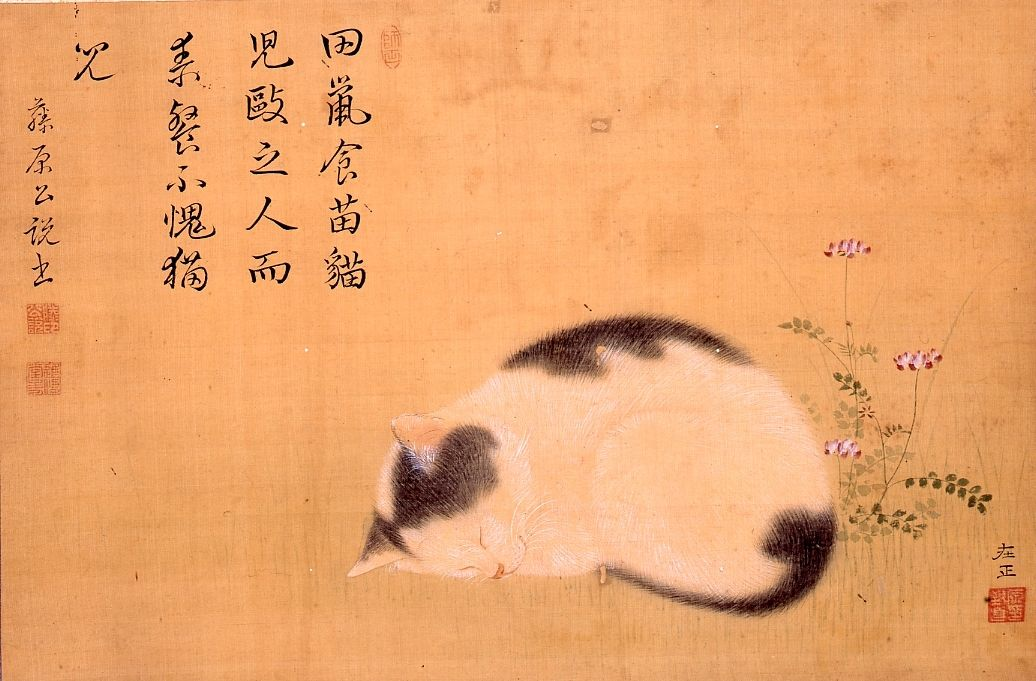
原在正（1778－1810）《睡猫图》，藏大阪市立美术馆
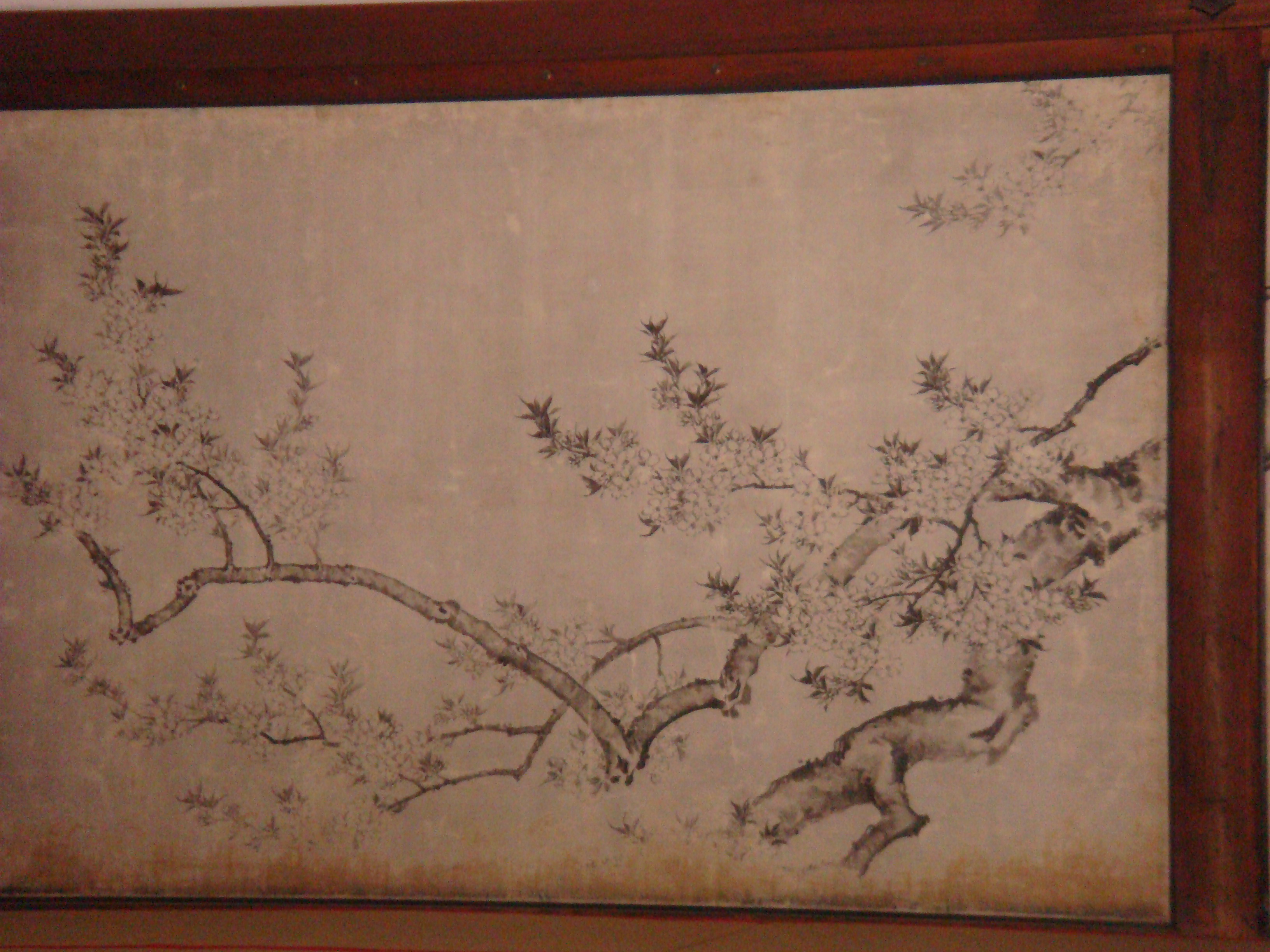
京都御所中的原在中画作
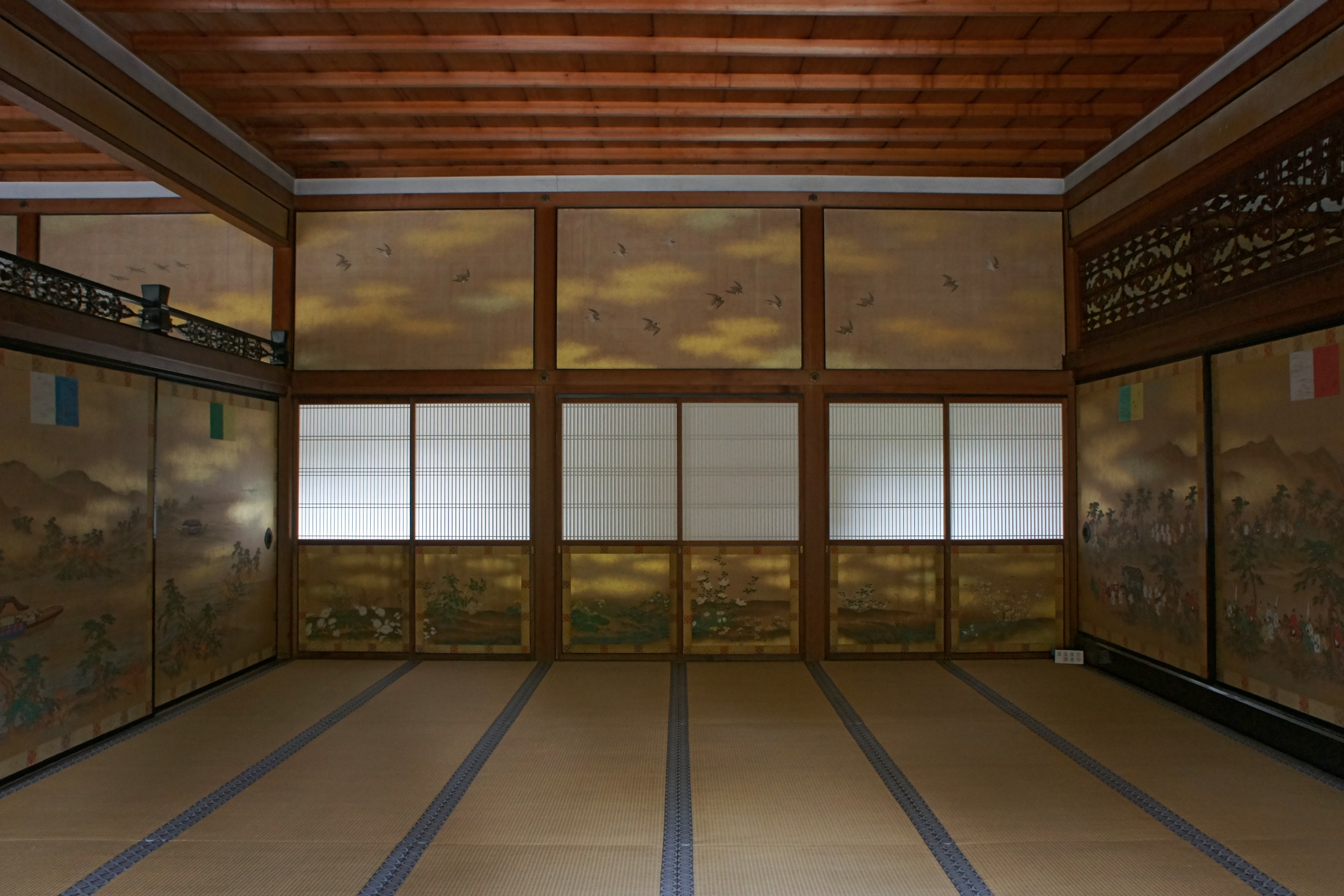
京都仁和寺宸殿，其上为原在泉画作
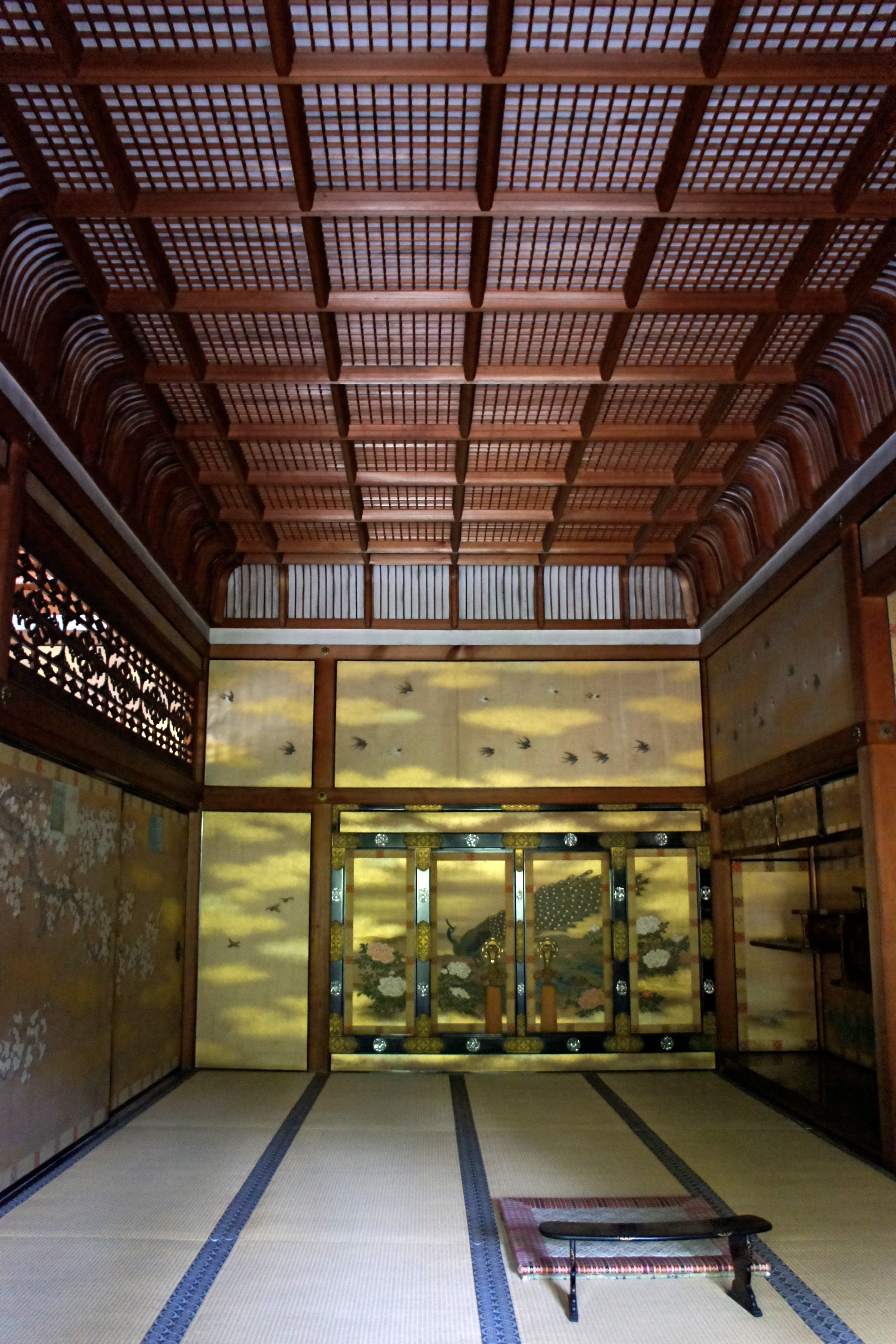
京都仁和寺宸殿上段之间，其上为原在泉画作
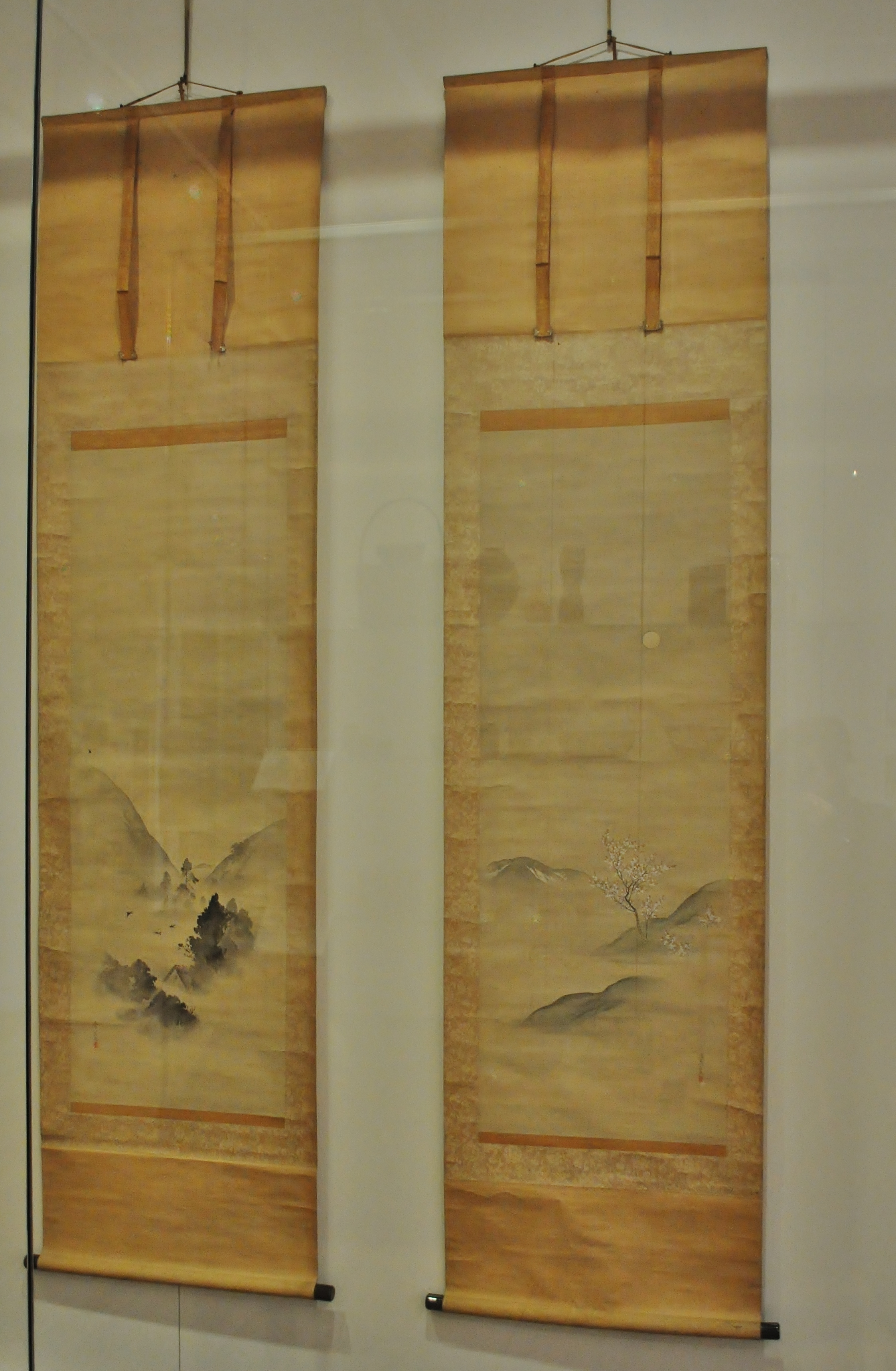
原在照所绘春秋风景图挂轴（英语：Spring and Autumn Landscapes），藏加拿大皇家安大略博物館
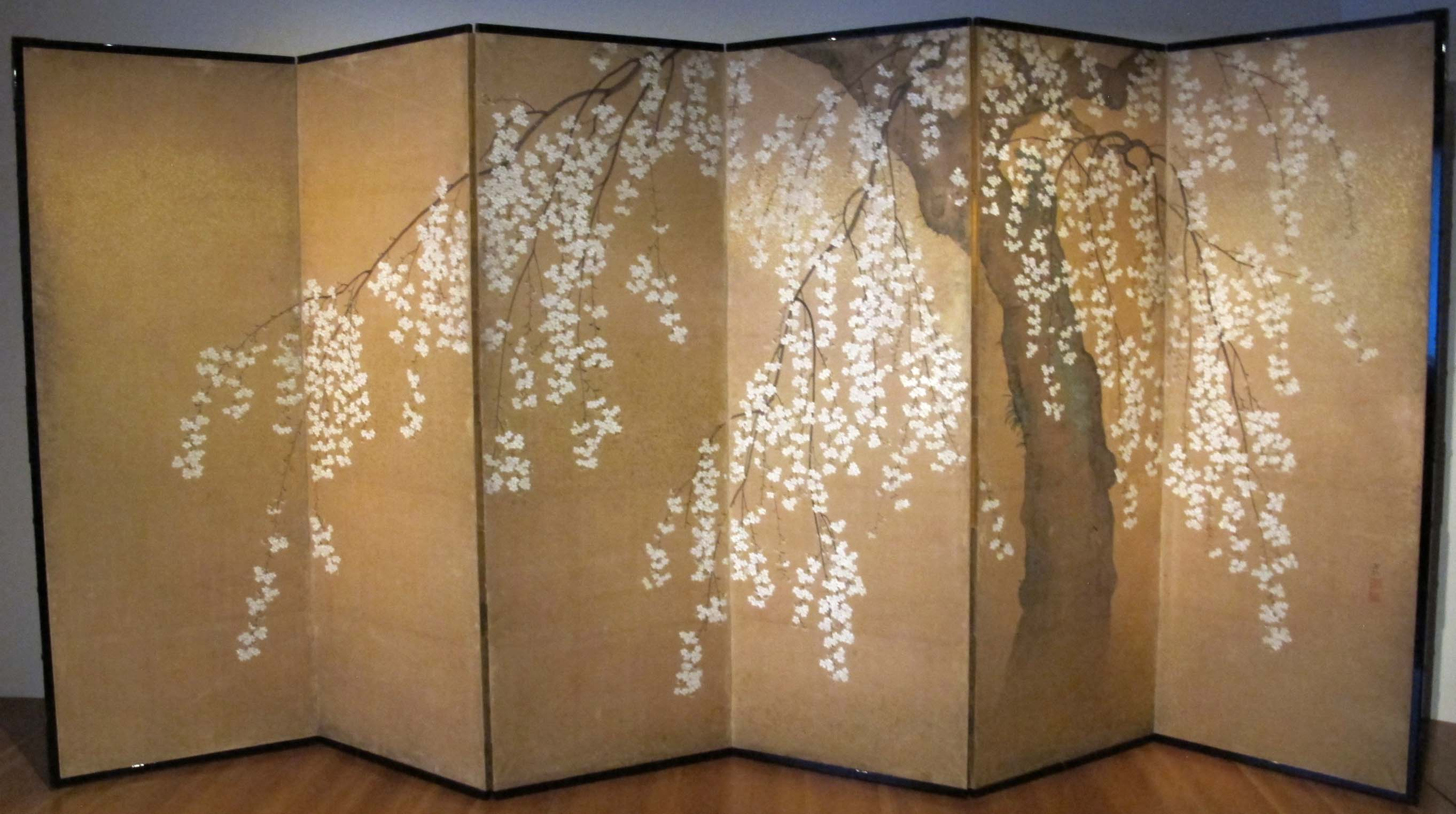
原在明所绘樱花屏风，约1810年